# 張一鵬
张一鹏（1873年—1944年7月14日），字雲搏，江蘇省蘇州府吳縣人，中華民國政治人物、法學家。

## 生平
张一鹏早年進入南洋公学，後輟學並加入兄長張一麐創始的蘇学社。1893年（光緒19年），他中癸巳科舉人。此後他赴日本留学，畢業於法政大学速成科。歸国後，他歷任法部主事、京師地方檢察廳廳長、吳江地方檢察廳廳長、雲南高等檢察廳檢察長。從雲南回郷後，任《時事新報》主編。
辛亥革命爆發後，他曾任各省都督府代表聯合會雲南代表。中華民国成立後，他任江蘇司法籌備處處長、北京政府平政院評事兼第三庭庭長。1913年（民国2年），他下令撤銷江蘇省内36所初級審檢廳，遭到省内各階層反對。不久，他處理宋教仁遭暗殺事件，終于被迫辞任。
1917年（民国6年）8月，他任江西省財政廳廳長。同年12月，他升任北洋政府的署理司法部次長。1920年（民国9年）7月，他任薩鎮冰臨時内閣代理司法總長。在此期間，他任東吳大学教授。
1927年（民国16年）3月，国民革命軍在蘇州成立吳縣臨時行政委員会，張一鵬任主席兼民政局長。同年6月辭職。此後他在上海開業律師。
1943年（民国32年）12月他任南京国民政府（汪精衛政權）司法行政部長。翌年7月14日，他因在視察監獄時感染斑疹伤寒而去世。享年72嵗。

## 著述
《法政杂志》月刊，1906年3月创办于东京。
《法典论》，穗积陈重 著，张一鹏 译。
《法学通论》，连载于《北洋法政学报》1906至1907年，张一鹏 述。
《刑事诉讼法》，录于《法政講義》第 1 集第 11 冊 (天津丙午社編譯)，张一鹏 编辑。
《检察讲义》，连载于《北洋法政學報》1909至1910年，张一鹏 笔述。

## 轶事
另，摘錄《汪政權的開場與收場》＜一一六＞補充其生平事蹟：
…張雲搏(張一鵬)就職以前，在上海華懋飯電招待各界，起立致辭…一、任職以六個月為限，決不多一天戀棧。二、他說：「人家以為南京政府（按指汪政權）是有傳染病的，而我是戴了口罩去的，我保證自己不會被傳染。」……在報上公佈之後，自然引起了汪政權中部份人的不滿，結果還是汪氏支持他，汪氏說：「我一向主張負責任，說老實話，他說的就是老實話。能犧牲一己，現在肯實心為國為民的人太少了，我們不能徒作口舌的爭辯，予他以不快。」這事因汪氏的恢宏，而終於沒有生出別的枝節。
另一次是汪政權收回了租界……(演講)他說：「希望租界收回以後，不要使舉國再無一片乾淨土。」

## 家族
先祖张载（1020年－1077年），横渠先生。
父張是彝，正定知縣。母：吳氏。兄張一夔（殤）、張一鳳（早殤）、張一麐。姊張氏，適夏孫桐，翰林院編修。妹張氏，適潘誦燕。
子張爲儒（又作张伟如），美國斯坦佛大學畢業生。孫張萬傑（1916年3月29日－1978年11月18日），字逸侯，筆名满濤，翻譯家。孙女张可（1919年－2006年）为翻译家，学者王元化之妻。
侄張爲章、張爲屏、張爲复、張爲鼎、張爲杭、張爲壁。